# Mannophryne collaris
Mannophryne collaris (Boulenger, 1912) è un anfibio anuro, appartenente alla famiglia degli Aromobatidi.

## Distribuzione e habitat
È endemica della Cordillère de Mérida in Venezuela. Si trova tra i 200 e i 1800 metri di altitudine nello stato di Mérida.